# De Struikrover
De Struikrover is het negende album uit de reeks Gilles de Geus van de Nederlandse tekenaar Hanco Kolk. Zijn vaste partner in deze reeks, Peter de Wit werkt niet mee aan dit album. Het album bevat een serie korte verhalen die geschreven zijn voordat de Wit zich bij het team voegde. In de reeks albums heeft dit album nummer 0 gekregen, omdat het verhalen bevat die gemaakt zijn voor deel 1, De Spaanse Furie. De verhalen werden oorspronkelijk gepubliceerd in 1983 en 1984 in stripblad Eppo.
Het boek is uitgegeven bij uitgeverij Sylvester in twee versies: een softcover- en een hardcoverversie.
Opvallend is dat in enkele van de verhalen Alva en Willem van Oranje verschijnen, maar in totaal andere gedaanten als dat we ze in latere stripalbums tegenkomen. Waarschijnlijk omdat de toon en de richting van de latere stripalbums heel anders is geworden en de personages daar op aangepast zijn.